# (48720) Enricomentana
(48720) Enricomentana est un astéroïde de la ceinture principale.

## Description
(48720) Enricomentana est un astéroïde de la ceinture principale. Il fut découvert le 29 septembre 1996 à Colleverde par Vincenzo Silvano Casulli. Il présente une orbite caractérisée par un demi-grand axe de 2,43 UA, une excentricité de 0,21 et une inclinaison de 6,9° par rapport à l'écliptique.